# Mamma pappa barn (film, 1977)
För andra betydelser, se Mamma pappa barn (olika betydelser).
Mamma pappa barn är en svensk kortfilm från 1977 med manus och regi av Marie-Louise De Geer Bergenstråhle.

## Rollista
- Krister Henriksson - pappan
- Lise-Lotte Nilsson - mamman
- Isabella Kollman - barnet
- Margaretha Krook - mormor
- Carl Johan De Geer - fläskkorv
- Åke Pallarp - blyertspenna
- Kristina Elander - morot

### Övriga medverkande
- Håkan Alexandersson - foto
- Thomas Roger - foto
- Tore Berger - musik
- Carl Johan De Geer - scenograf
- Gittan Jönsson - scenograf
- Palle Sonesson - scenograf
- Kristina Elander - kostym